# 가냘픈꼬리감는원숭이속
가냘픈꼬리감는원숭이속(Cebus)은 신세계원숭이의 한 속이다. 카푸친원숭이는 중앙아메리카와 아르헨티나 북부처럼 먼 남쪽의 남아메리카에 이르기까지 분포한다. 꼬리감는원숭이속은 꼬리감는원숭이아과의 두 속 중 하나다.

## 하위 종
이 속에 속하는 종들에 대한 분류는 매우 논쟁적이며, 아래에 제안된 목록보다 여러 방식으로 분류된다.
- 에콰도르카푸친 (C. aequatorialis)
- 흰이마카푸친 또는 훔볼트흰이마카푸친 (C. albifrons)
- 갈색울보카푸친 또는 베네수엘라갈색카푸친 (C. brunneus)
- 콜롬비아흰얼굴카푸친 또는 콜롬비아흰머리카푸친, 흰어깨카푸친 (C. capucinus)
- 밤색카푸친 (C. castaneus)
- 세사르강흰이마카푸친 (C. cesarae)
- 산발머리카푸친 또는 더벅머리카푸친 (C. cuscinus)
- 파나마흰얼굴카푸친 또는 파나마흰머리카푸친 (C. imitator)
- 카포리카푸친 (C. kaapori)
- 페리하산맥흰이마카푸친 (C. leucocephalus)
- 산타마르타흰이마카푸친 (C. malitiosus)
- 울보카푸친 또는 기니울보카푸친 (C. olivaceus)
- 트리니다드흰이마카푸친 (C. trinitatis)
- 슈픽스흰이마카푸친 (C. unicolor)
- 콜롬비아카푸친 또는 알록흰이마카푸친 (C. versicolor)
- 마라뇬흰이마카푸친 (C. yuracus)